# فاليري أورتيز
فاليري أورتيز (بالإنجليزية: Valery Ortiz)‏ هي عارضة وممثلة أمريكية، ولدت في 1 أغسطس 1984 في سان خوان في الولايات المتحدة.

## وصلات خارجية
- فاليري أورتيز على موقع IMDb (الإنجليزية)
- فاليري أورتيز على موقع روتن توميتوز (الإنجليزية)
- فاليري أورتيز على موقع قاعدة بيانات الفيلم (الإنجليزية)